# Nicolás Laprovíttola
Nicolás Laprovíttola (ur. 31 stycznia 1990 w Morón) – argentyński koszykarz występujący na pozycji rozgrywającego, aktualnie zawodnik FC Barcelony.
27 grudnia 2016 roku został zwolniony przez San Antonio Spurs.

## Osiągnięcia

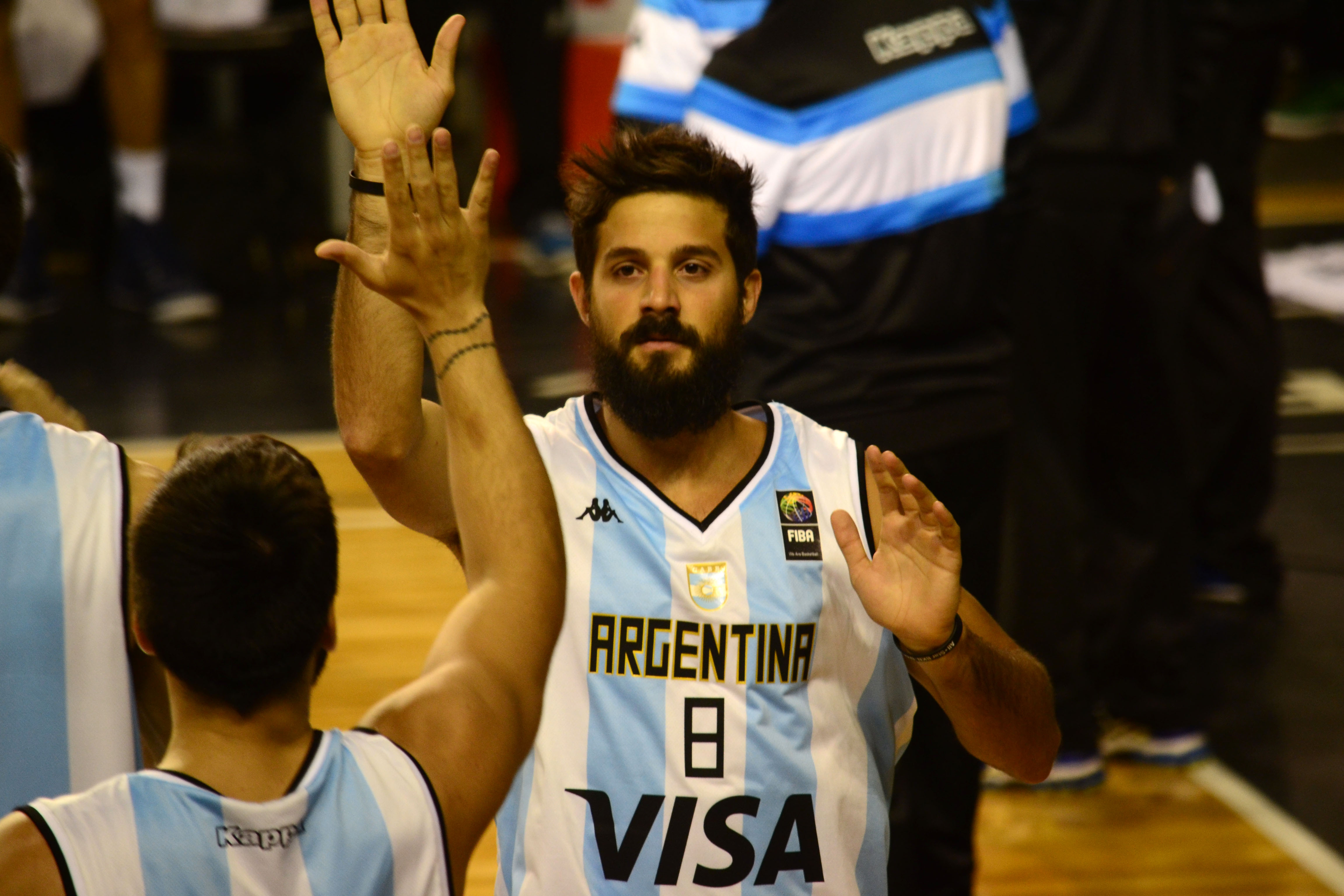
Laprovíttola w barwach kadry Argentyny (2015).

Stan na 28 marca 2022, na podstawie, o ile nie zaznaczono inaczej.

### Drużynowe
- Mistrz
  - Amerykańskiej Ligi FIBA (2014)
  - Brazylii (2014, 2015)
  - Interkontynentalnego Pucharu FIBA (2014)
- Wicemistrz:
  - Argentyny (2013)
  - Hiszpanii (2021)
- Zdobywca:
  - Pucharu Hiszpanii (2020, 2022)
  - Superpucharu Hiszpanii (2019, 2020)
- Brąz:
  - Ligi Amerykańskiej (2015)
  - Ligi Endesa (2017)
  - Pucharu Hiszpanii (2017)
- Finalista Pucharu Hiszpanii (2021)

### Indywidualne
- MVP:
  - sezonu Ligi Endesa (2019)
  - finałów mistrzostw Brazylii (2015)
  - Interkontynentalnego Pucharu FIBA (2014)
  - miesiąca Ligi Endesa (maj 2018)
- Uczestnik meczu gwiazd ligi:
  - brazylijskiej NBB (2014, 2015)
  - argentyńskiej LNB (2013)
- Zaliczony do I składu:
  - NBB (2014)
  - Ligi Endesa (2019)

### Reprezentacja
Drużynowe
- Mistrz:
  - igrzysk panamerykańskich (2019)[6]
  - Ameryki Południowej (2012)
  - Ameryki U–18 (2008)
- Wicemistrz:
  - świata (2019)
  - Ameryki (2015, 2017)
  - Ameryki Południowej (2014)
  - Pucharu Marchanda (2013)
- Brąz:
  - mistrzostw Ameryki (2013)
  - Pucharu Tuto Marchanda (2015)
- Uczestnik:
  - mistrzostw:
    - świata U–19 (2009 – 5. miejsce)
    - świata (2014 – 11. miejsce)

  - igrzysk:
    - olimpijskich (2016 – 8. miejsce)
    - panamerykańskich (2011 – 7. miejsce, 2015 – 5. miejsce)

  - pucharu:
    - Oscar Moglia Cup (2011)
    - Borislava Stankovicia (2013)

Indywidualne
- Lider:
  - igrzysk panamerykańskich w asystach (2015)
  - mistrzostw Ameryki Płudniowej w przechwytach (2014)